# Midas List
フォーブスのミダスリスト (Forbes Midas list)  とは、Forbes 誌が毎年発表するハイテクとライフサイエンスにおけるベストディールメーカーであった ベンチャーキャピタリスト.  のランキングである。 
ミダスリストは、IPO初日の時価総額や、専門家パネルの意見などを評価パラメータとしています。  Fortune 誌は、まだ儲かっていないかもしれない新興企業の関係者が含まれている、長期の指標よりも最初の日の時価総額に焦点を当てている、専門家パネルの主観を使用しているという多くの理由から、このリストを批判しており、このリストはFortune 誌にも掲載されます。
この名前は、触れたものを何でもGoldに変えることで有名な神話の王Midasにちなんだものです。
Forbesは2011年から2016年まで、ベンチャーキャピタルファンド・オブ・ファンズTrueBridge Capital Partners と提携してリストを作成しました。
2021年、Sozo Vneturesの中村幸一郎氏が日本人で初めてトップ１００に選出されました。

## 参考情報
1. ↑  The Midas List, Erika Brown and Claire Cain Miller, Forbes, January 25, 2007
2. ↑  Primack, Dan (2011年4月6日). cnn.com/2011/04/06/nitpicking-the-forbes-midas-list/ “Nitpicking the Forbes MIDAS LIST”. Fortune.  オリジナルの2012年1月30日時点におけるアーカイブ。 2012年8月30日閲覧。
3. ↑  TrueBridge Capital Partners
4. ↑  Perlroth, Nicole. “Midas: The Methodology - Forbes.com”. Forbes
5. ↑  Geron, Tomio (2012年5月2日). “Midas 2012: The Methodology - Forbes”. Forbes
6. ↑  Geron, Tomio (2013年5月8日). “Midas 2013: The Methodology - Forbes”. Forbes
7. ↑  “The Top 10 Venture Capital Investors In The World: Midas List 2016”. Forbes. 2016年10月20日閲覧。

Template:Forbes Magazine Lists